# Wilhelm Manchot (Chemiker)

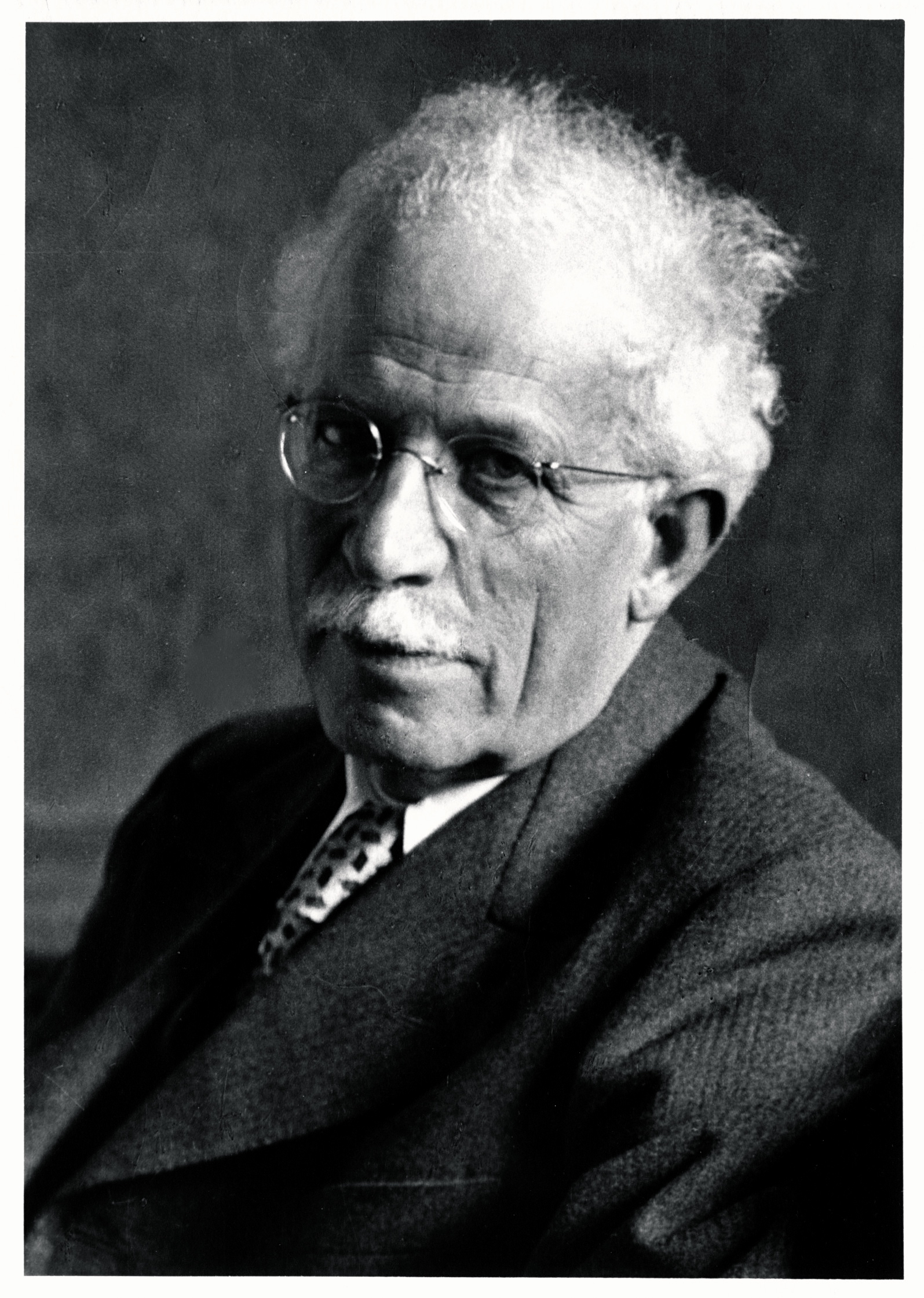
Porträt Wilhelm Manchot (1941)

Wilhelm Manchot [mɑ̃ʃo] (* 5. August 1869 in Bremen; † 28. Oktober 1945 in München) war ein deutscher Chemiker.

## Leben
Wilhelm Manchot entstammte einer hugenottischen Familie aus Lothringen. Sein Vater Carl Hermann Manchot und sein Großvater Johann Daniel Manchot (1805–1867) waren protestantische Pastoren in Hamburg bzw. Offenbach am Main. Seine Mutter Caroline Credner war eine Tochter des evangelischen Theologen Karl August Credner (1797–1857).
1888 machte Wilhelm Manchot Abitur an der Gelehrtenschule des Johanneums in Hamburg. Anschließend studierte er in Straßburg und an der TU München. Am 26. Juli 1895 erfolgte seine Promotion (betreut durch Friedrich Karl Johannes Thiele) bei dem späteren Nobelpreisträger Adolf von Baeyer an der Technischen Universität München. Im Jahr 1899 habilitierte sich Manchot an der Universität Göttingen. 1903 wurde er außerordentlicher Professor für anorganische und analytische Chemie an der Universität Würzburg.
Wilhelm Manchot heiratete am 25. April 1905 Bertha Maria (geborene Haas, eine Enkelin von Leo Haas bzw. Julius Tafel), und sie hatten vier gemeinsame Söhne: Karl Robert (1906–1988, Jurist), Wilhelm (Willy) Julius (1907–1985, Chemiker), Hans (1910–1980, Zahnarzt) und Eduard (1914–1977, Jurist).

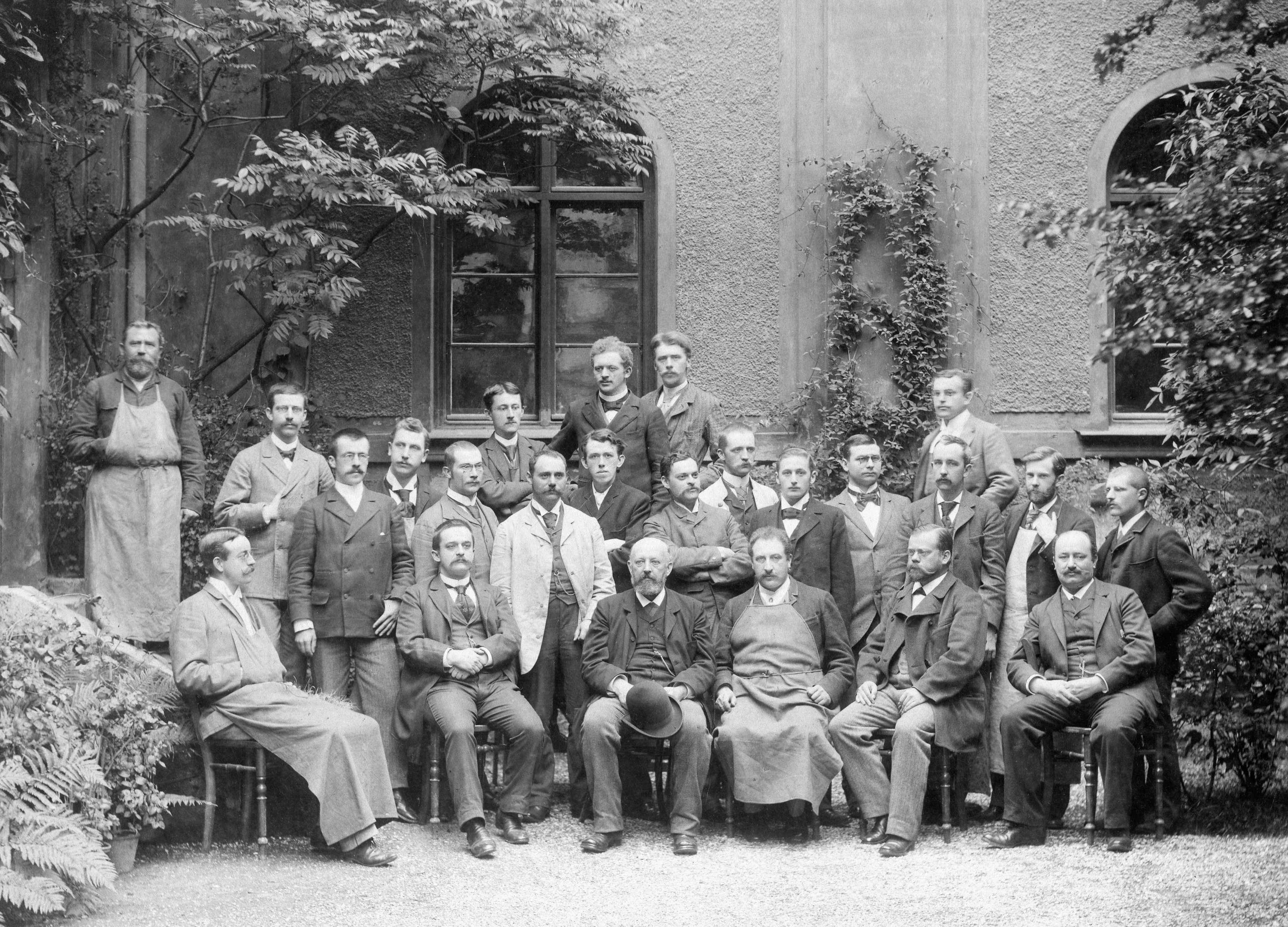
Manchot (stehend, zweiter von links), Friedrich Karl Johannes Thiele (erste Reihe, zweiter von links), Adolf von Baeyer (Mitte) mit seinen Kollegen an der Akademie in München (1893)

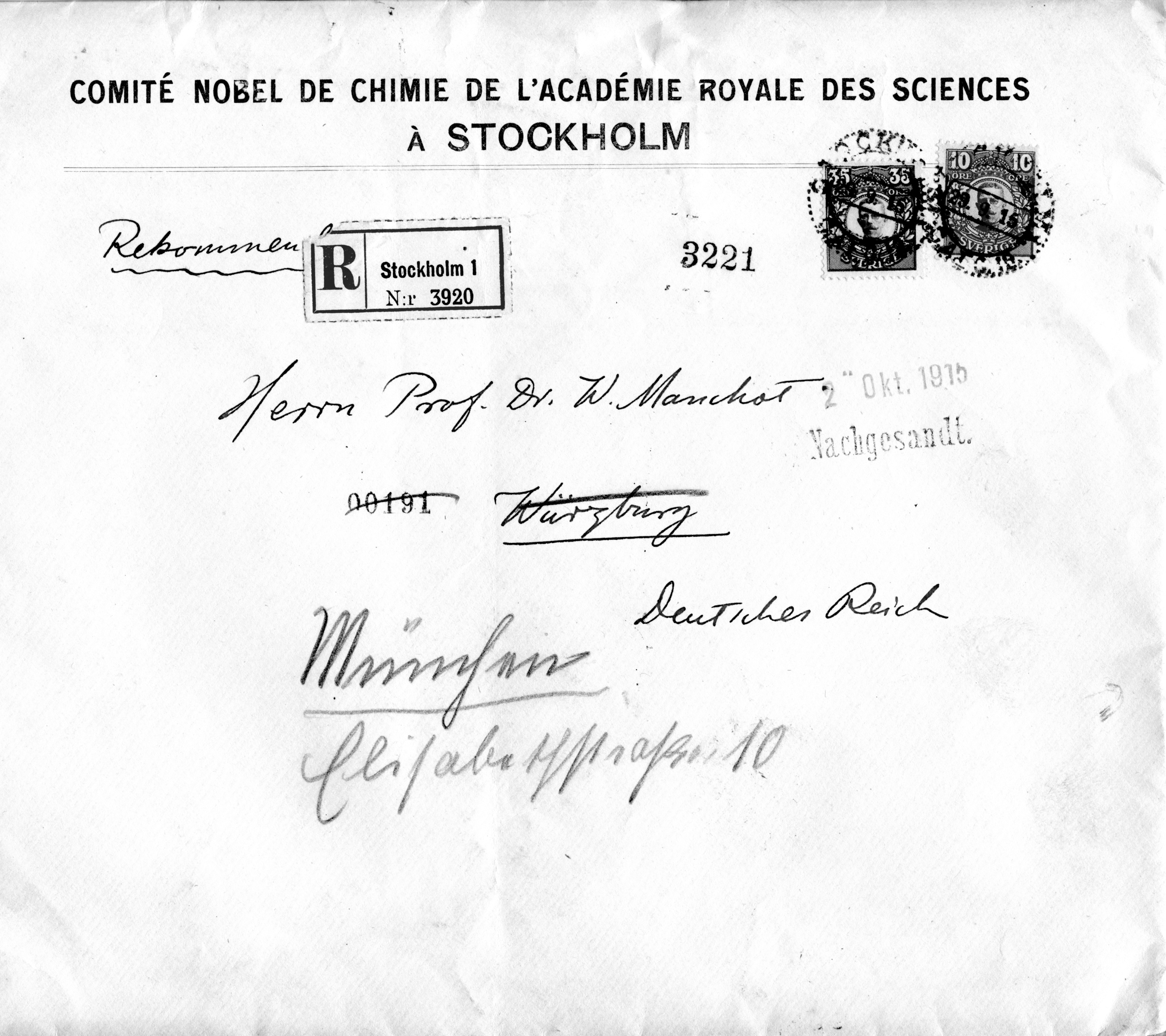
Anschreiben des Nobelkomitees. Grund unbekannt

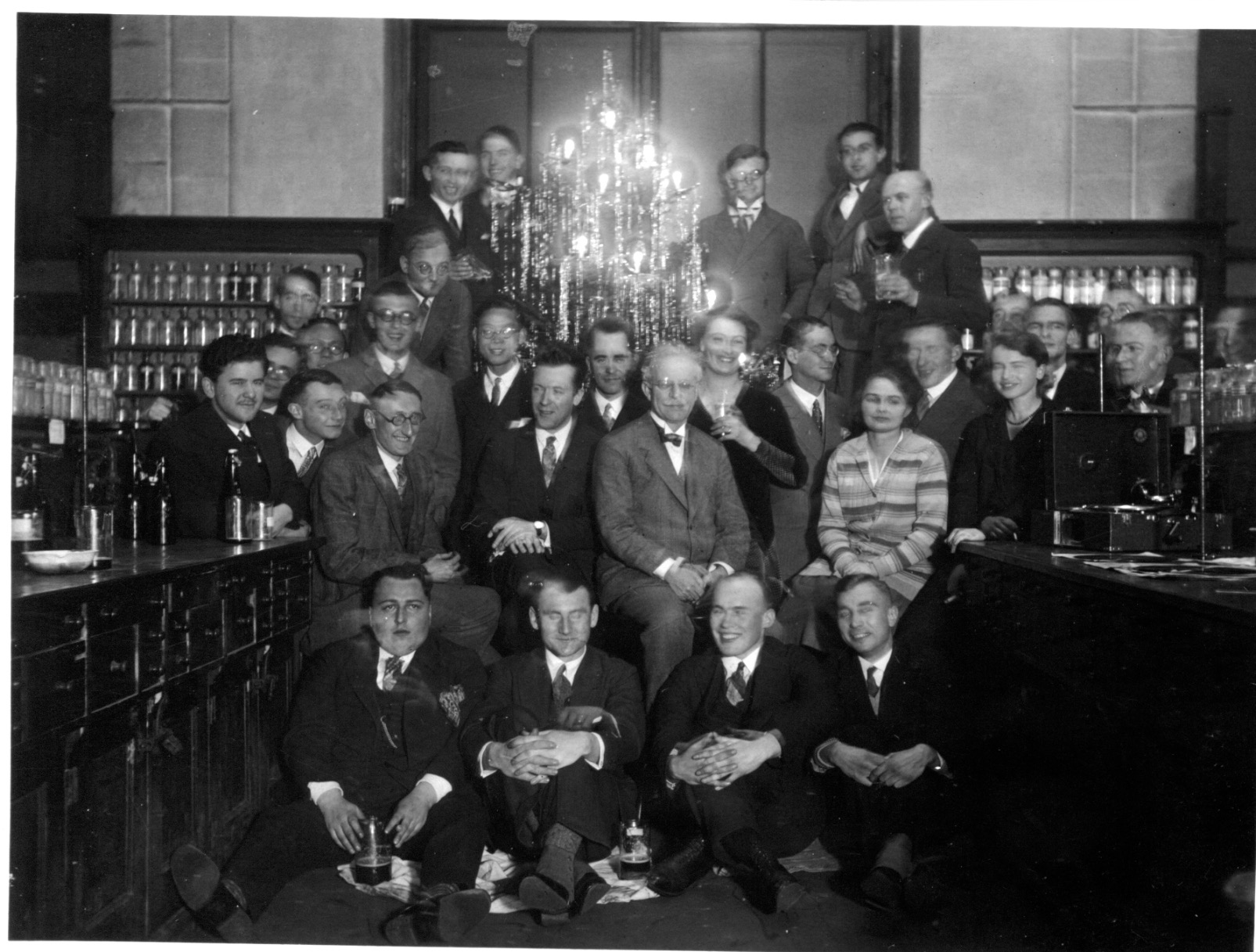
Weihnachtsfeier im Labor der TU München ca. 1933

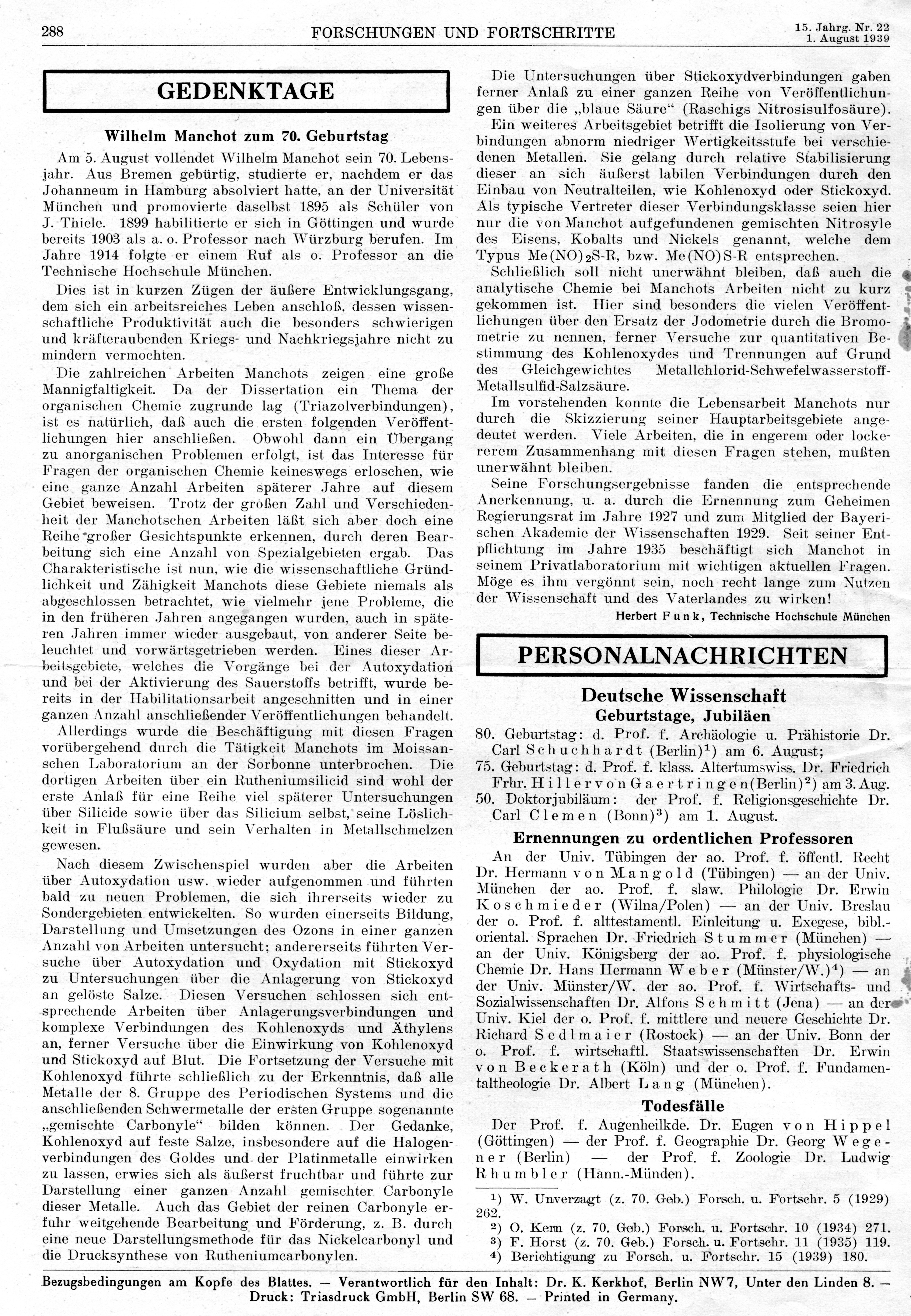
Gratulation zum 70. Geburtstag einer Fachzeitschrift

Im Oktober 1914 wurde er auf den Lehrstuhl der TU München für „Anorganische Chemie, der Allgemeinen Experimentalchemie und der Analytischen Chemie einschließlich der Grundzüge der Physikalischen und Organischen Chemie“ berufen. Im Jahre 1927 folgte die Ernennung zum Geheimen Regierungsrat, 1929 die Berufung in die Bayerische Akademie der Wissenschaften.
Seit 1933 war Manchot Corpsschleifenträger des Corps Vitruvia München, dem auch seine vier Söhne angehörten.
1935 wurde Wilhelm Manchot emeritiert.
Manchot wurde auf dem Waldfriedhof Solln beigesetzt.

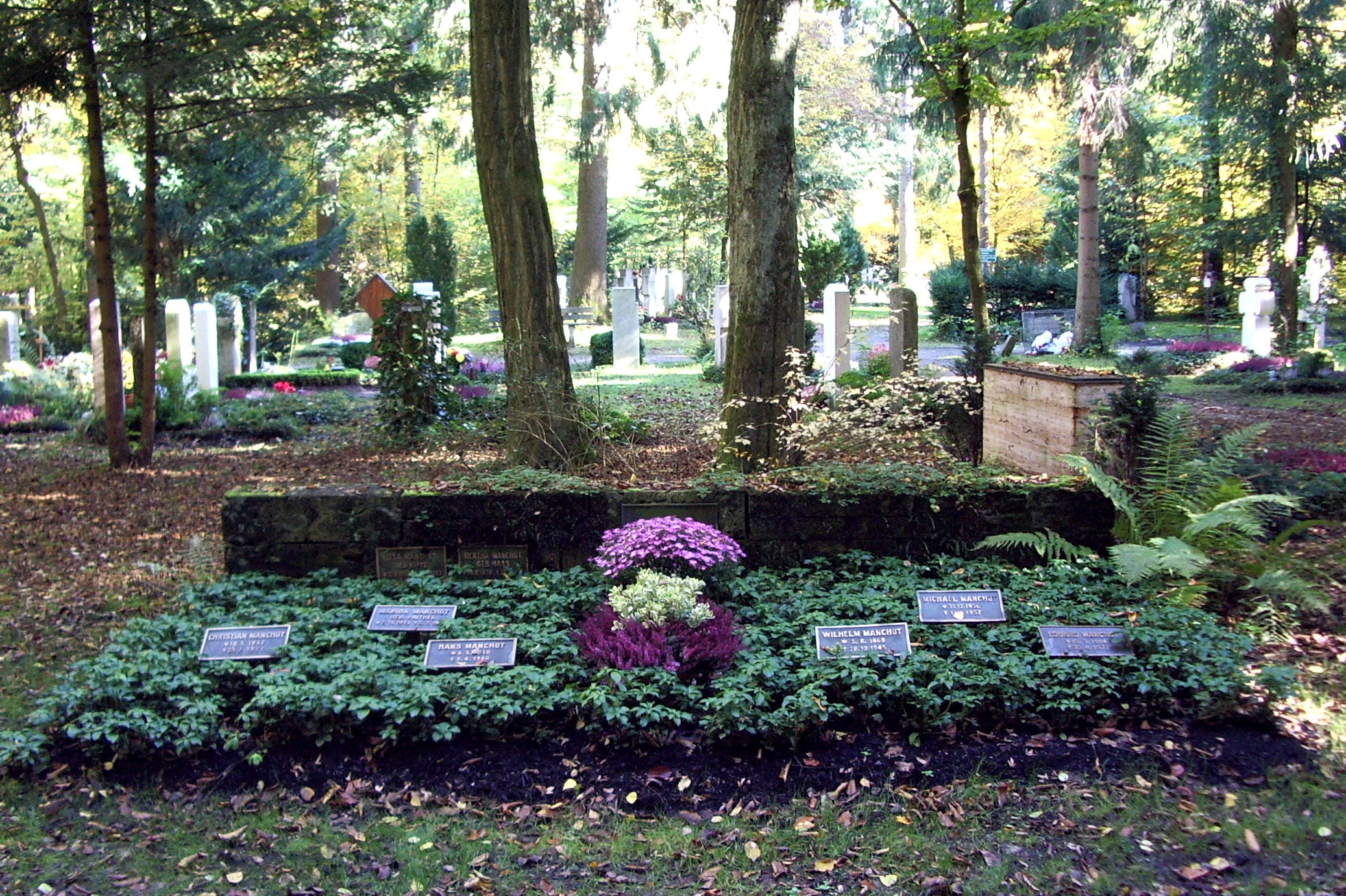
Familiengrab Manchot am Sollner Waldfriedhof

## Wissenschaftliche Forschung
W. Manchot kam von der organischen Chemie her. Seiner Dissertation über Triazolverbindungen schlossen sich einige erste Veröffentlichungen auf verwandten Gebieten an. Nun erst folgt der Übergang zu anorganischen Problemen: es sind zunächst die Vorgänge bei der Autoxydation und der Aktivierung des Sauerstoffs, die bereits in der Habilitationsschrift angeschnitten und in einer Anzahl anschließender Veröffentlichungen behandelt werden.
Es folgt nun ein Zwischenspiel, das diese Arbeiten zeitweise unterbricht, durch die Tätigkeit Manchots im Laboratorium von Henri Moissan an der Sorbonne. Von dorther datieren die Arbeiten Manchots über Silicide und Silicium, dessen Löslichkeit in Flusssäure und sein Verhalten in Metallschmelzen, die erst viel später wieder aufgenommen werden.
Indessen führten die Arbeiten über Autoxydation bald zu neuen Problemen und Sondergebieten. Es wurden einerseits Bildung, Darstellung und Umsetzungen des Ozons untersucht; andererseits entwickelte sich aus dem Gebiet über Autoxydation die Arbeitsserie über die Anlagerung von Stickstoffmonoxid, Kohlenmonoxid und Ethylen an gelöste und feste Salze. Die Ergebnisse rühren u. a. zu der Erkenntnis, dass alle Elemente der 8. Gruppe des Periodensystems und die anschließenden Metalle der Kupfergruppe sogenannte „gemischte Carbonyle“, d. h. Anlagerungsverbindungen der betreffenden Metallhalogenide mit Kohlenmonoxid, bilden. Im Zuge hiermit erfuhr auch das Gebiet der reinen Carbonyle weitere Förderung, z. B. durch eine neue Bildungsweise von Nickelcarbonylen auf flüssigem Weg und die Drucksynthese von Rutheniumcarbonylen.
Gleichzeitig damit laufen die Untersuchungen über Stickoxidverbindungen, besonders über die sogenannte „blaue Säure“ (Raschigs Nitrosisulfosäure) und die gemischten Nitrosyle des Eisens, Cobalts und Nickels, die dem Russischen Verbindungstyp Me(NO)2 S-R und Me(NO) S-R entsprechen. Hierbei zeigt sich allgemein, dass Verbindungen abnorm niedriger Oxydationsstufe von Metallen isoliert werden können, wenn die an sich äußerst labilen Stoffe durch Anlagerung von Kohlenmonoxid oder Stickmonoxid stabilisiert sind. Dieses ganze umfassende Gebiet hat erst später seine valenzchemische Deutung vom elektronentheoretischen Standpunkt aus und damit seine systematische Abrundung erfahren.
Erwähnt seien schließlich die analytisch-chemischen Arbeiten Manchots, besonders die vielen Veröffentlichungen über den Ersatz der Jodometrie durch die Bromometrie, die Versuche zur quantitativen Bestimmung des Kohlenmonoxids und die neuen Abscheidungsmethoden von Schwermetallen.
Seine Forschungen fanden die entsprechende Anerkennung u. a. durch die Ernennung zum Geheimen Regierungsrat im Jahre 1927 und zum o. Mitglied der Bayerischen Akademie der Wissenschaften 1929.

## Vorgänger und Nachfolger am chemischen Institut der TU München
- Emil Erlenmeyer (1825–1909)
- Wilhelm von Miller  (1848–1899)
- Wilhelm Muthmann  (1861–1913)
- Walter Otto Hieber  (1895–1976)
- Ernst Otto Fischer  (1918–2007)
- Wolfgang A. Herrmann (* 1948)
- Roland A. Fischer (* 1961)

## Forschungsprofessur
Die von seinem Enkel Jürgen Manchot ins Leben gerufene „Pinguin Stiftung“ (Le Manchot bezeichnet im Französischen den Pinguin) verleiht jährlich die Wilhelm-Manchot-Forschungsprofessur. Diese mit 40.000 EUR dotierte Stiftungsprofessur wird an herausragende Wissenschaftler verliehen und soll den Preisträgern neben der Würdigung ihres wissenschaftlichen Gesamtwerkes auch eine Lehrtätigkeit an der chemischen Fakultät der TU München ermöglichen.
Zudem fördert die Pinguin-Stiftung durch Zuschüsse auch wissenschaftliche Veröffentlichungen und vergibt Sachmittel für Forschungsprojekte.

## Veröffentlichungen (Auswahl)
- 1895 Dissertationsarbeit über Triazolverbindungen bei Friedrich Karl Johannes Thiele
- 1900/1903 Holleman-Wiberg: Lehrbuch der anorganischen Chemie für Studierende an Universitäten und technischen Hochschulen, herausgegeben von Wilhelm Manchot. Verlag von Veit & Co., Leipzig
- 1902–1903 Arbeiten über Silicium-Verbindungen an der Sorbonne bei Henri Moissan (Nobelpreis für Chemie 1906)
  - mit Henri Moissan: Préparation et proprietes d’un siliciure de ruthenium. In: Comptes rendus de l’academie des sciences, Paris, 137, 1903, S. 229
  - mit Henri Moissan: Darstellung und Eigenschaften eines Rutheniumsilicides. In: Berichte der deutschen chemischen Gesellschaft, 36, 1903, S. 2993–2996,
- mit A. Kieser: Über Constitutionsbestimmung von Siliciden. In: Justus Liebigs Annalen der Chemie, 342, 1905, S. 157–374
- 1934 mit Wilhelm J. Manchot: Darstellung von Rutheniumcarbonylen und -nitrosylen. In:  Zeitschrift für anorganische und allgemeine Chemie, 226, 1936, S. 385–415